# Eduardo Antonini
Eduardo Antonini Pérez (Maldonado, 22 de diciembre de 1965) es un político uruguayo perteneciente al Frente Amplio.

## Biografía
Fue electo diputado por su departamento natal para la legislatura 2020-2025. Fue reelecto para la siguiente legislatura. Pero en febrero de 2025, al renunciar el senador electo Alfredo Fratti, Antonini asume su banca como senador para la legislatura 2025-2030; asume el cargo de diputado el entonces edil Joaquín Garlo.